# 阿赫河 (博登湖，羅曼斯霍恩)
47°33′23″N 9°22′50″E / 47.55630°N 9.38059°E

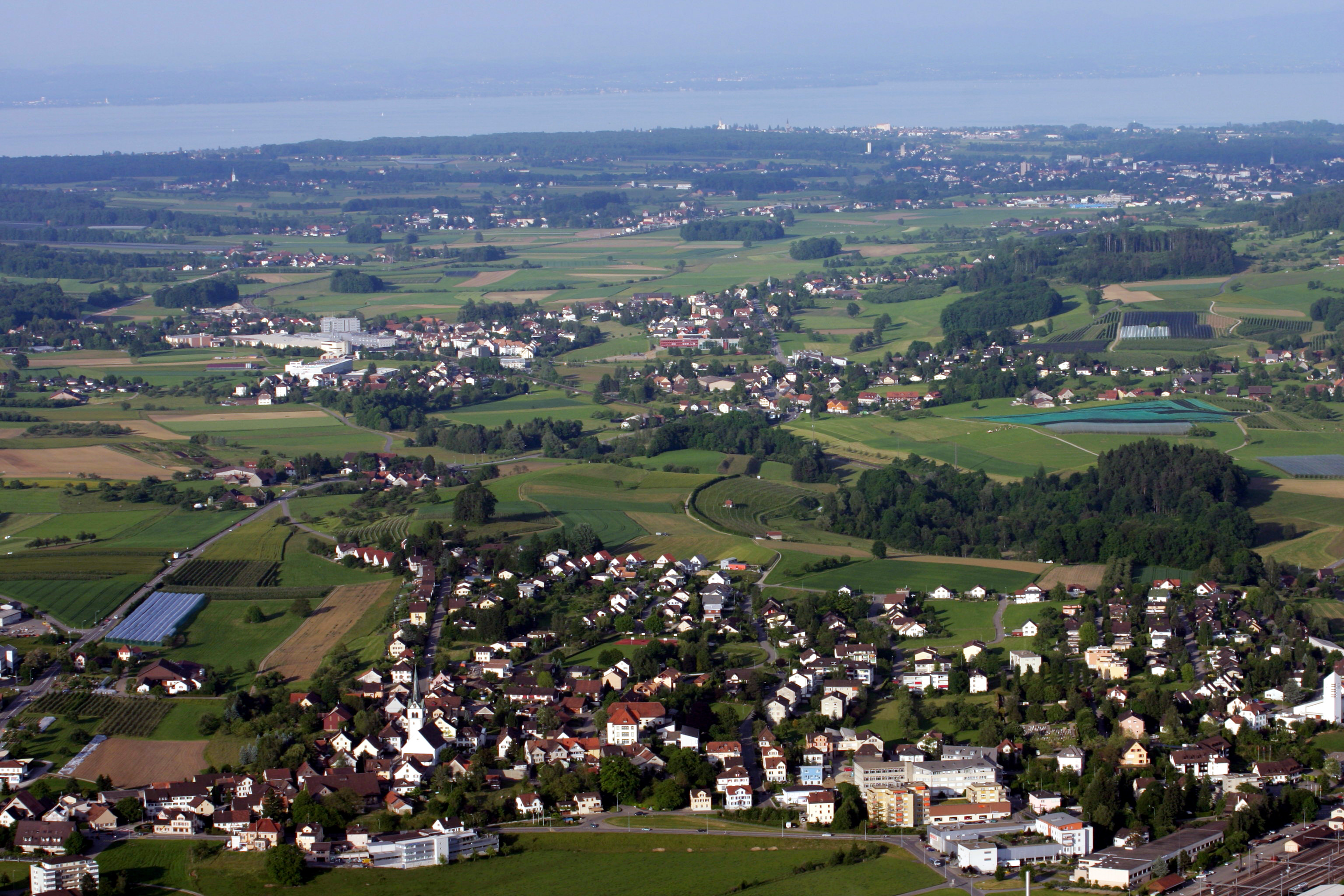

阿赫河是瑞士的河流，位於該國東北部，流經圖爾高州，屬於萊茵河的支流，河道全長17.6公里，流域面積47.4平方公里，最終注入博登湖。